# Scientrier
Scientrier település Franciaországban, Haute-Savoie megyében. Lakosainak száma 1216 fő (2022. január 1.). Scientrier Arenthon, Contamine-sur-Arve, Cornier, Nangy, Pers-Jussy és Reignier-Ésery községekkel határos.

## Népesség
A település népessége az elmúlt években az alábbi módon változott:
| Lakosok száma | 1106 | 1156 | 1200 | 1159 | 1143 | 1148 | 1159 | 1182 | 1216 |
|               | 2013 | 2015 | 2016 | 2017 | 2018 | 2019 | 2020 | 2021 | 2022 |